# 羽生インターチェンジ
羽生インターチェンジ（はにゅうインターチェンジ）は、埼玉県羽生市北荻島にある東北自動車道のインターチェンジである。

## 道路
- E4 東北自動車道（5-1番）
- 接続する道路：埼玉県道84号羽生栗橋線

## 料金所
- ブース数：5

### 入口
- ブース数：2
  - ETC専用：1
  - 一般：1

### 出口
- ブース数：3
  - ETC専用：1
  - 一般：2

## 周辺
- 羽生駅
- さいたま水族館
- 大沼工業団地
- 中川

## 隣
E4 東北自動車道
(5)加須IC - (5-1)羽生IC - 羽生PA - (6)館林IC